# Первомайський (Верхньопишминський міський округ)
Первома́йський (рос. Первомайский) — селище у складі Верхньопишминського міського округу Свердловської області.
Населення — 68 осіб (2010, 81 у 2002).
Національний склад станом на 2002 рік: росіяни — 95 %.